# Unie van Armeniërs in Roemenië
De Unie van Armeniërs in Roemenië, Roemeens: Uniunea Armenilor din România of UAR is een politieke partij in Roemenië voor de Armeniërs in het land, een politieke partij van een etnisch-culturele minderheid. Dankzij het Roemeense recht is de partij verzekerd van ten minste één zetel in de Kamer van Afgevaardigden. Lijsttrekker van de partij is Varujan Vosganian. De partij is in 1990 opgericht, heeft sindsdien aan verkiezingen meegedaan en steeds vanzelf een zetel gekregen.
Alliantie van Liberalen en Democraten · Alliantie voor de Unie van Roemenen · Democratisch-Liberale Partij · Democratische Unie van Hongaren in Roemenië · Groot-Roemeniëpartij · Humanistischekrachtpartij · Nationale Democratische Partij · Nationaal-Liberale Partij · Nationale Christen-Democratische Boerenpartij · Nationale Unie voor de vooruitgang van Roemenië · Nieuwegeneratiepartij · Nieuwe Republiek · Noua Dreaptă · M10 · Partij Verenigd Roemenië · Red Roemenië-Unie · Roemeense Sociale Partij · Sociaaldemocratische Partij · Partijen van etnische minderheden · Volksbewegingspartij